# تواصل ميسر
التواصل المُيسَّر (FC) هو عملية يقوم فيها شخص يشار إليه باسم «الميسر» بدعم ذراع أو يد شخص مصاب بشيء يعوقه عن التواصل أثناء استخدام لوحة المفاتيح أو أجهزة أخرى بهدف مساعدته في الإشارة ومن ثم التواصل. إن هذا الإجراء مثير للجدل، حيث أن أغلب الدراسات العلمية لمراجعة الأقران تستنتج أن مخرجات اللغة المكتوبة التي تُنسب إلى العملاء الذين يتم توجيههم هي في الحقيقة نتيجة توجيه أو تحديد منظم من قبل المُيسِّر. ومع ذلك، أشارت بعض الدراسات العلمية لمراجعة الأقران إلى حالات صالحة من التواصل الميسر واستمر بعض من مستخدمي التواصل الميسر في الكتابة «إما بشكل مستقل أو بالحد الأدنى من الدعم باليد».

## معلومات تاريخية
جذبت عملية التواصل الميسر الاهتمام أول مرة في أستراليا في عام 1977، عندما طلبت روز ماري كروسلي، وهي مُعلمة في مستشفى سانت نيكولاس (St. Nicholas)، أن يكون هناك تواصل مستمر بين 12 طفلاً مُصابين بالشلل الدماغي وإعاقات أخرى وطرحت فكرة أن لديهم ذكاءً طبيعيًا. وقد تمت مناقشة هذه النتائج من خلال المستشفى ولجنة فكتوريا الصحية؛ على الرغم من أنه في عام 1979 غادر أحد طلاب كروسلي، آن ماكدونالد، المستشفى بعد النجاح في التصدي لأمر المثول أمام القضاء في المحكمة العليا بفكتوريا. وبعد هذا الجدل المستمر لفترة من الزمن، أغلقت المحكمة الفكتورية المستشفى في عام 1984-1985 وعملت على إعادة تسكين جميع المقيمين فيها في المجتمع. كتبت كروسلي وماكدونالد كتابًا بشأن هذه التجربة يُسمى «Annie's Coming Out (خروج آن)» في عام 1984.
وقد اكتسبت عملية التواصل الميسر المزيد من الشهرة عندما استخدمها الحاصل على جائزة نوبل آرثر شاولو مع ابنه المصاب بالتوحد في أوائل ثمانينيات القرن الماضي، وشعر أن ذلك كان مفيدًا. ووُصفت تجربته وآثارها على ذوي الاحتياجات الخاصة في موقع جامعة ستانفورد:
أصبح هؤلاء أبطال هذه التقنية، كما أنهم مسؤولون بشكل كبير عن تقديمها للولايات المتحدة الأمريكية، حيث ما تزال عملية مثيرة للجدل.
في عام 1989، بحث دوجلاس بيكلين، عالم اجتماع وأستاذ في التربية الخاصة في جامعة سيراكيوز، في أعمال روزماري كروسلي في أستراليا. وأصبح بعد ذلك مدير مركز ديل للتواصل (DEAL)(منذ تغيير اسمه إلى مركز آن ماكدونالد) ثم المركز الوحيد الممول اتحاديًا في أستراليا للتواصل المُفعل. ساعد بيكلين على تعميم ذلك الأسلوب في الولايات المتحدة الأمريكية، كما أنشأ مؤسسة التواصل الميسر في جامعة سيراكيوز.
بعد بدء استخدام هذه الطريقة في سيراكيوز، ذكر بيكلين نتائج مُذهلة، إذ إن الطلاب المصابين بحالات توحد حادة استطاعوا أن يكتبوا فقرات كاملة بلغة واضحة وتتناسب مع أعمارهم. زادت هذه النتائج من شعبية الطريقة، فانتشرت في جميع أنحاء الولايات المتحدة لا سيما بسبب نجاحها الواضح مع مرضى التوحد. وقد تبنى العديد من آباء الأطفال المعاقين طريقة التواصل الميسر بشدة، وتمنوا أن يستطيع أبناؤهم القيام بأكثر مما كان يُعتقد. (تمت الإشارة إلى معظم المناقشة السابقة من قبل جاكبسون (Jacobson) وآخرين عام 1995).
وقد أثار النقاد العديد من الأسئلة. على سبيل المثال، بعض مستخدمي عملية التواصل الميسر من مرضى التوحد لا ينظرون إلى لوحة المفاتيح أثناء الكتابة (وهذا يتعارض مع معايير تدريب عملية التواصل الميسر). وما زال هناك مرضى آخرون يستخدمون مفردات قيل إنها تفوق سنهم أو تعليمهم أو كليهما، إذ إن العديد يكتبون شعرًا متفاوت التعقيد.
وظهر قلق عند العديد ممن استخدموا عملية التواصل، حيث اتهموا آباء الأطفال المُصابين بمرض التوحد بالاعتداء عليهم جنسيًا و/أو جسديًا. وفي أواخر عام 1993، تم بث فيلم وثائقي في برنامج فرونتلاين (بي بي إس) يسلط الضوء على هذه المخاوف، مقارنًا عملية التواصل الميسر بالويجا لكن لم تثبت صحة أغلب تلك الادعاءات. تلقت لجنة نيويورك لجودة الرعاية والدفاع عن حقوق الصحة لذوي الاحتياجات الخاصة 21 ادعاءً بالإساءة بحلول عام 1995، لكن جميعها لم تثبت لنقص الأدلة أو استحالتها ماديًا باستثناء واحد لم تتم متابعته لنقص الأدلة على وجود إعاقة جسدية. وفي عام 1995، عُثر على دراسة تتعلق بـ 13 ادعاءً اتضح فيها «وجود أدلة كافية تُثبت قانونيًا تلك الادعاءات بالاعتداء الجنسي على ثلاثة أطفال، بالإضافة إلى اعتراف مرتكب الاعتداء على طفل إضافي..... وعلى الرغم من أنه لا توجد أدلة كافية لملاحقة قضائية، إلا أنه يوجد سبعة أطفال لديهم قضايا محددة تُعد مؤشر اعتداء في أحدث مسح إحصائي. ويتوافق معدل مؤشر الاعتداء والإهمال في هذه السلسلة مع معدل مؤشر المنطقة الشمالية لمدينة نيويورك بما يقرب من 47%» وذُكر أن «نتائج هذه الدراسة لا تدعم صحة عملية التواصل الميسر ولا تدحضه». ورد مؤيدو عملية التواصل الميسر بأن الانتقادات ذات انحياز سلبي. وقد تكرر رفض الاتهامات بالاعتداء الجنسي عبر عملية التواصل الميسر، على الرغم من أن ذلك لم يكن ثابتًا، كدليل صالح في المحاكم، وتوصي العديد من المجتمعات التي تعاني من مرض التوحد بعدم استخدام أدلة عملية التواصل الميسر لإثبات أو نفي أي ادعاءات.
في الوقت ذاته تقريبًا، تم إجراء دراسات بضوابط على تلك الطريقة، إلا أن بعضًا منها وجد اتصالات صالحة من خلال عملية التواصل الميسر، لكن العديد منها ذكر أن الميسر هو من كان ينتج الكتابة دون وعي. وبحلول أواخر عام 1990، تم اعتبار عملية التواصل الميسر علاجًا هامشيًا، حيث يصفها البعض بأنها شبه علم وقد حظيت عملية التواصل الميسر بالقبول في بعض مراكز العلاج في أمريكا الشمالية وأوروبا وأستراليا.
راجعت الجمعية العلمية لعلاج مرض التوحد البحث وبيانات الموقف واستنتجت أن الرسالة التي تمت طباعتها على جهاز التواصل كانت خاضعة للميسر، وليس من يعاني من مرض التوحد، ولم تسهم عملية التواصل الميسر في تحسين مهاراته اللغوية. لذلك تم التصريح بأن عملية التواصل الميسر تعد «تدخلاً غير مناسب» لمن يعانون من اضطرابات مرض التوحد.
وصرحت جمعية ذوي الإعاقات الشديدة (2000): «أن قضية التأليف يمكن أن تصبح مثيرة للجدل، ولا سيما إذا كان الموضوع متعلقًا بمخاوف تتعلق بقضايا حساسة... وتحث (جميعة ذوي الإعاقات الشديدة) على التدريب الحاسم والمستمر لمن قرر أن يصبح ميسرًا؛ وتحث على الحذر من الاستخدام العكسي لعملية التواصل الميسر؛ حيث تشجع الميسر على العمل من خلال التعاون مع الأفراد ذوي الاحتياجات الخاصة لإيجاد طرق لمراقبة المؤلفات عند استخدام عملية التيسير.»
أصدرت اللجنة الوطنية لمرض التوحد (AutCom) في عام 2008 ورقة تحديد موقف لصالح عملية التواصل الميسر، قائلة إن النقد مستند إلى «دراسات معيبة مُعدّة بشكل سيئ والنتائج المستنتجة غير صحيحة بالنسبة لجميع مستخدمي عملية التواصل الميسر»، وصرحت أن تأثير الميسر بالفعل أمر حقيقي ويجب أن يتم تجنبه، «لقد ثبتت مزايا التدريب على التواصل الميسر في جعل عملية التواصل الميسر تأخذ شكلاً مقبولاً وصالحًا لطرق الاتصال المعززة والبديلة (AAC) من قبل (1) عدد الأفراد المسجلين ممن يكتبون بشكل مستقل اليوم؛ (2) الدراسات التي تم فيها تمرير بعض الرسائل بشكل صحيح؛ (3) التطبيقات العملية التي تم فيها توجيه رسائل من أفراد تتعلق بالألم وعدم الراحة والخيارات وغيرها من المعلومات الشخصية بشكل ناجح.»
لم تدعم بيانات الموقف الحالي من منظمات معينة مهنية أو داعمة أو كلتيهما استخدام عملية التواصل الميسر، بسبب اعتراضاتهم بأنها عملية تفتقر إلى الصلاحية العلمية أو المصداقية. وتضم هذه المنظمات المنظمة الأمريكية للنطق والسمع، والأكاديمية الأمريكية لطب الأطفال (AAP)، والجمعية الأمريكية للأطباء النفسيين (APA)، والجمعية الأمريكية للطب النفسي (APA)، والجمعية الدولية لتحليل السلوك (ABAI) والأكاديمية الأمريكية للطب النفسي للأطفال والمراهقين (AACAP)، والجمعية الأمريكية للإعاقة العقلية (AAMR)؛ والآن الجمعية الأمريكية للإعاقات الفكرية والنمائية؛ AAIDD)،

## كتابات أخرى
- Facilitated Communication Training: An Annotated Bibliography
- Samuel Gridley Howe Library Bibliographies: Facilitated Communication (PDF)
- American Academy of Child and Adolescent Psychiatry Policy statement of facilitated communication. AACAP Newsletter, February 1994.
- American Academy of Pediatrics Auditory integration training and facilitated communication for autism. Pediatrics, 102, 431-433 (1998)
- American Association on Mental Retardation (1994). AAMR Board approves policy on facilitated communication. AAMR News & Notes, 7 (1), 1.
- American Psychological Association Resolution on facilitated communication by the American Psychological Association. Adopted in Council, August 14, 1994, Los Angeles, California.
- American Speech-Language-Hearing Association Position statement on facilitated communication. ASHA, 37, 22. March, 1995
- Association for Behavior Analysis Statement on facilitated communication. ABA Newsletter, 18 (2), 1995
- The Association for Science in Autism Treatment
- Bauman, M., and editors of The Autism Society Of America (1993). An Interview with Margaret Bauman. Advocate, 24(4), 1 & 13-17
- Behavior Analysis Association of Michigan Resolution of the Behavior Analysis Association of Michigan on "Facilitated Communication." Adopted at the 1998 Annual Convention
- Biklen, D., with Richard Attfield, Larry Bissonnette, Lucy Blackman, Jamie Burke, Alberto Frugone, Tito Rajarshi Mukhopadhyay and Sue Rubin. Autism and the Myth of the Person Alone. New York University Press, (2005) ISBN 0-8147-9927-2
- Biklen, D. & Cardinal, D. N. (1997). Contested Words, Contested Science: Unraveling the Facilitated Communication Controversy. Teachers College Press, New York.
- Beukelman, D.  [لغات أخرى]‏, and Mirenda, P. Augmentative and Alternative Communication: Management of Severe Communication Disorders in Children and Adults. Paul H. Brookes, (1998) ISBN 1-55766-333-5
- Blackman, L. Lucy's Story: Autism And Other Adventures. Foreword by Tony Attwood. Jessica Kingsley Publishers, (2001) ISBN 1-84310-042-8
- Broderick, A.A., and C. Kasa-Hendrickson (2001). "SAY JUST ONE WORD AT FIRST": The Emergence of Reliable Speech in a Student Labeled With Autism. JASH, 26(1), 13-24
- Crossley, R., and McDonald, A. Annie's Coming Out. Viking Penguin, (1984) ISBN 0-14-005688-2
- Calculator, S.N. & Singer, K.M. (1992). Preliminary Validation of facilitated communication. Topics in Language Disorders (Letter to the editor), 12(6), ix-xvi.
- Calculator, S.N. (1999). Look Who’s Pointing Now: Cautions Related to the Clinical Use of Facilitated Communication. Language, Speech, And Hearing Services In Schools, 30 (October), 408–414
- Cardinal, D. N., Hanson, D., & Wakeham, J. (1996). An investigation of authorship in facilitated communication. Mental Retardation, 34(4), pp231–242.
- Donnellan, A.M. & Leary., M.R. Movement Differences and Diversity in Autism/Mental Retardation: Appreciating and Accommodating People with Communication Challenges. DRI Press, (1995) ISBN 1-886928-00-2
- Dwyer, Joan. (1996). ACCESS TO JUSTICE FOR PEOPLE WITH SEVERE COMMUNICATION IMPAIRMENT. The Australian Journal of Administrative Law, February 1996, 3(2), 73-119. (online copy)
- Frugone, Alberto (2005). Independence: What It Is, How To Reach It. Our Voices, March 2005. (online copy)
- Heilpädagogische Forschung Resolution zur Gestützten Kommunikation. Heilpädagogische Forschung Nr. 1, 2003
- Intellectual Disability Review Panel. (1989). Report to the director-general on the validity and reliability of assisted communication. Melbourne, Victoria, Australia: Victoria Community Services.
- McDonald, A. (1993). I’ve Only Got One Life and I Don’t Want to Spend It All Proving I Exist. Communicating Together, 11(4), 21-22
- Mostert, M. (2001) Facilitated communication since 1995: A review of published studies. Journal of Autism and Developmental Disorders, 31(3), 287-313.
- Sheehan, C. & Matuozzi, R. (1996) Validation of facilitated communication. Mental Retardation, 34 (2), 94-107.
- Spitz, H. (1997). Nonconscious Movements: From Mystical Messages To Facilitated Communication. Lawrence Erlbaum Associates
- Twachtman-Cullen, D. (1997). A passion to believe: Autism and the Facilitated Communication Phenomenon. Boulder, Colorado/Cumnor Hill, Oxford: Westview Press
- von Tetzchner, St. & Martinsen, H. (2000): Introduction to Augmentative and Alternative Communication. Second Edition. London: Whurr
- Wegner D. M., Fuller V. A., Sparrow B. (2003). "Clever hands: Uncontrolled intelligence in facilitated communication". Journal of Personality and Social Psychology. ج. 85: 5–19.{{استشهاد بدورية محكمة}}:  صيانة الاستشهاد: أسماء متعددة: قائمة المؤلفين (link)

## وصلات خارجية
- Facilitated communication على مشروع الدليل المفتوح
- An Experimental Analysis of Facilitated Communication نسخة محفوظة 31 ديسمبر 2006 على موقع واي باك مشين. (1995)
- Wegner, Fuller, & Sparrow's "Clever Hands" studies PDF

بيانات حالة مناهضة
- American Academy of Child and Adolescent Psychiatry (AACAP) (1993; Reviewed 2008)
- American Academy of Pediatrics (AAP) (1998; Reaffirmed 2006; Reaffirmed 2010)
- American Psychological Association (APA) (1994)
- American Speech-Language-Hearing Association (ASHA) (1995)
- Association for Behavior Analysis International (ABAI) (1995)
- Behavior Analysis Association of Michigan (BAAM) (1998)
- Heilpädagogische Forschung (بالألمانية)

```
(2003)
```

بيانات حالة مؤيدة
- Autism National Committee (AutCom) PDF (2008)
- The Association for Persons with Severe Handicaps (TASH) (1994)

قالب:Pervasive developmental disorders